# لسیوته
شهر لسیوته فرانسوی: La Ciotat) در شهرستان بوش دو رون در ناحیه پروانس آلپ-کوت دازور با جمعیت ۳۲٬۱۲۶ نفر در کشور فرانسه واقع شده‌است